# Пастина (Маса-Карара)
Пастина је насеље у Италији у округу Маса-Карара, региону Тоскана.
Према процени из 2011. у насељу је живело 53 становника. Насеље се налази на надморској висини од 463 м.